# Mes amis les ours
Pour plus de détails, voir Fiche technique et Distribution.
Mes amis les ours (The Bears and I) est un film américain réalisé par Bernard McEveety sorti en 1974.

## Synopsis
Bob Leslie est un vétéran de la Guerre du Viêt Nam qui une fois revenu et démobilisé s'installe dans les Rocheuses canadiennes. Il assiste à la mort d'une ourse et décide d'adopter ses trois oursons. Leslie aide aussi une tribu indienne à reprendre possessions de ses terres ancestrales.

## Fiche technique
- Titre : Mes amis les ours
- Titre original : The Bears and I
- Réalisation : Bernard McEveety assisté de Don Torpin
- Scénario : John Whedon d'après The Bears and I de Robert Franklin Leslie
  - Supervision du scénario : Margaret Hanly
- Directeur de la photographie : Ted D. Landon
- Photographes : John Koester, Pekka Kauppi, Herb Smith
- Directeur artistique : John B. Mansbridge, LeRoy G. Deane
- Monteur : G. Gregg McLaughlin
- Effets spéciaux : Danny Lee
- Son : Herb Taylor (supervision), Evelyn Kennedy (montage), George Ronconi (mixeur)
- Costumes : Chuck Keehne
- Maquillage : Robert J. Schiffer
- Musique : Buddy Baker
  - Orchestration : Walter Sheets
- Responsable tournage : Williams Redlin
- Equipe canadienne : David ANderson, Tom P. Holleywell, George Balogh, R Martin Walters, David F. Clark
- Dressage des animaux : Al Niemela, Dwayne Redlin, Bill Rowland
- Cascadeur : Carlie Picerni
- Producteur : Winston Hibler, Rob Brown (producteur Canada)
- Société de production : Walt Disney Productions, Rio-Verde Productions
- Pays de production :  États-Unis
- Langue : anglais
- Genre : Comédie dramatique
- Durée : 89 minutes
- Dates de sortie :
  - États-Unis : 31 juillet 1974
  - France : 13 novembre 1974

Sauf mention contraire, les informations proviennent des sources suivantes : Dave Smith, Mark Arnold, IMDb

## Distribution
- Patrick Wayne : Bob Leslie
- Chief Dan George : Chief Peter A-Tas-Ka-Nay
- Andrew Duggan : Commissaire Gaines
- Michael Ansara : Oliver Red Fern
- Robert Pine : John McCarten
- Valentin De Vargas : Sam Eagle, speaker
- Hal Baylor : Contremaître
- Jack Speirs : narrateur

Source : Dave Smith, Mark Arnold et IMDb

## Sorties cinéma
Sauf mention contraire, les informations suivantes sont issues de l'Internet Movie Database.
- États-Unis : 31 juillet 1974
- France : 13 novembre 1974
- Royaume-Uni : 9 avril 1975
- Brésil : 1976
- Japon : 25 décembre 1976
- Uruguay : 19 septembre 1977 (Montevideo)
- Pérou : 1985

## Origine et production
Winston Hibler, producteur du film est aussi le producteur de la plupart des films de la série de documentaires animaliers True-Life Adventures. Le tournage s'est effectué sur deux années en Colombie-Britannique afin de voir les oursons grandir. Pour les besoins du tournage un petit village a été construit pour la centaine d(acteurs et techniciens en raison de l'éloignement avec la ville la plus proche, située à 200 km (130 miles).
La chanson Sweet Surrender a été composée et interprétée par John Denver pour Mes amis les ours mais selon Mark Arnold, le faible succès du film a presque effacé cette relation.
Durant le premier été de tournage, John Wayne, le père de Patrick Wayne a rendu visite à l'équipe et son fils.

## Sortie et accueil
Le film a été diffusé dans l'émission The Wonderful World of Disney le 1 et le 8 février 1976 sur NBC.